# City Parade
La City Parade est un festival de musique électronique organisé annuellement, au printemps, dans une ville de Belgique. L'intention était d'organiser la fête dans des villes belges changeant chaque année. Organisée pour la première fois à Liège en 2001, la parade a déjà arpenté les rues de Gand, de Charleroi, de Mons et de Bruxelles. 

## Histoire
La City Parade est organisée pour la première fois à Liège en 2001, et une deuxième fois dans la même ville en 2002. L'édition 2007 fait escale pour la première fois à Mons, aux environs de la future gare de l'époque, rassemblant 18 chars de plusieurs organisateurs, et plus de 100 000 visiteurs. L'édition est organisée à midi et dure jusqu'à 16 h sur la place Léopold avec une closing party organisée de 19 h à minuit sur la place des Congrès.
En 2010, elle emprunte les rues de Bruxelles pour la première fois. L'édition 2017 prend place sur l'esplanade du Heysel, à Bruxelles, avec en tête d'affiche Kid Noize. L'édition 2018 — qui devait se tenir le samedi 23 juin de la même année — est annulée en raison de la Coupe du monde ; l'édition est donc reportée au 22 juin 2019. Cette édition 2019 attire plus de 250 000 participants. Cette édition est la dernière qui a pu être concrètement organisée en date.
En novembre 2022, l'édition 2023 est annoncée pour septembre de la même année, mais est annulée en raison d'un manque évident d'« organisation optimale »,,.

## Programmations
- 2001 : Liège
- 2002 : Liège
- 2003 : Gand
- 2004 : Gand
- 2005 : Liège
- 2006 : Charleroi
- 2007 : Mons
- 2008 : Liège
- 2009 : Liège
- 2010 : Bruxelles
- 2011 : Bruxelles
- 2012 : Liège
- 2013 : Liège
- 2014 : Charleroi
- 2015 : Charleroi
- 2016 : Bruxelles
- 2017 : Bruxelles[3]
- 2018 : Annulée en raison de la Coupe du monde[4]
- 2019 : Liège[1]
- 2023 : Mons (annulée)[6],[7]